# Tillandsia 'Love Knot'
Tillandsia 'Love Knot' es un cultivar híbrido del género Tillandsia perteneciente a la familia Bromeliaceae.
Es un híbrido creado  con las especies Tillandsia capitata × Tillandsia streptophylla.